# 더 시티7 자이
더 시티7 자이(영어: The City 7 Xi)는 대한민국 경상남도 창원시 성산구 대원동에 위치하고 있다. 2005년 착공하여 2009년에 완공되었다. 시티세븐자이 브랜드로 연면적 246,200m2의 총 4개동이 자리잡고 있다. 지상 43층 2개동, 32층 2개동이며 총 1,060실이다. 창원의 랜드마크 타워로 시각적 상징효과와 최첨단 복합단지의 위상을 대변한다.

## 역사
2006년 아파트 분양 당시 평균경쟁률이 38대 1을 기록하며 큰 화제를 불러 일으켰다. 같은 해 착공하였다. 2007년 쇼핑몰 상가가 분양된다고 한다. 분양 전에 착공하였고 2009년에 완공하였다. 완공 후 창원시에서 가장 높은 마천루가 되었다. 2015년까지 창원시에서 가장 높았다.

## 구성
더 시티7 자이의 구성이다.
| 동 명칭 | 층수 | 높이 |
| ------- | ---- | ---- |
| 101동   | 32층 | 141m |
| 102동   | 43층 | 162m |
| 103동   | 43층 | 162m |
| 104동   | 32층 | 141m |

## 높이
최고 높이 171m고 최고 층수 지상 43층이다. 완공 당시 창원시에서 가장 높은 마천루가 되었다. 창원 메트로시티 2단지(207동 55층, 195m)가 완공되기 전까지는 창원시에서 가장 높은 마천루였다. 완공 후 창원시에서 가장 높은 오피스텔이 되었다. 현재 창원시에서 가장 높은 오피스텔이다. 

## 특징
오피스텔은 1,060실이 있다. 오피스텔 뿐만 아니라 주민공동시설이 있다. 도서관은 101동에 있고 독서실은 104동에 있다. 더클라우드는 102동 꼭대기층(지상 43층)에 위치하고 있다. 스카이라운지는 103동 꼭대기층(지상 43층)에 위치하고 있다. 주변에는 시티7몰, 오피스, 호텔 등이 있다. 주차대수는 총 3,599대(세대당 3.39대)다.

## 내부 시설

### 101동
| 층수                | 용도         |
| ------------------- | ------------ |
| 2층 ~ 32층          | 오피스텔 등  |
| 1층                 | 로비, 도서관 |
| 지하 5층 ~ 지하 1층 | 지하주차장   |

### 102동
| 층수                | 용도        |
| ------------------- | ----------- |
| 43층                | 더클라우드  |
| 2층 ~ 42층          | 오피스텔 등 |
| 1층                 | 로비        |
| 지하 5층 ~ 지하 1층 | 지하주차장  |

### 103동
| 층수                | 용도         |
| ------------------- | ------------ |
| 43층                | 스카이라운지 |
| 2층 ~ 42층          | 오피스텔 등  |
| 1층                 | 로비         |
| 지하 5층 ~ 지하 1층 | 지하주차장   |

### 104동
| 층수                | 용도         |
| ------------------- | ------------ |
| 2층 ~ 32층          | 오피스텔 등  |
| 1층                 | 로비, 독서실 |
| 지하 5층 ~ 지하 1층 | 지하주차장   |

## 화재
2008년 건설 도중 화재가 발생했고 2017년 4월 5일 5층 식당에서 화재가 발생했다.

## 갤러리

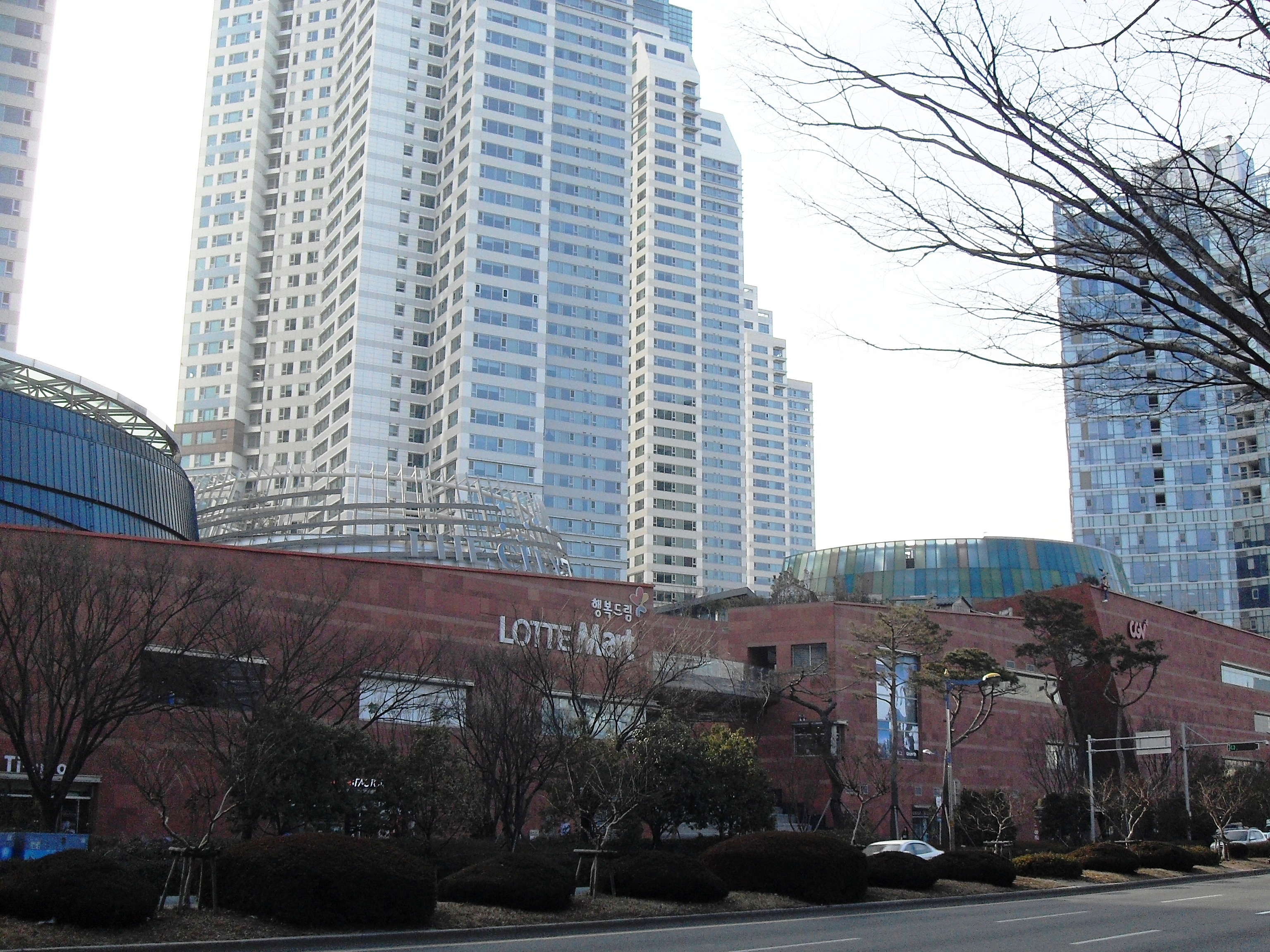

## 대중문화
꽃보다 남자와 감기의 촬영장소다.

## 같이 보기
- 더 시티7
- 대한민국의 마천루 목록
- 경상남도의 마천루 목록
- 창원시의 마천루 목록